# Schwabentor w Szafuzie

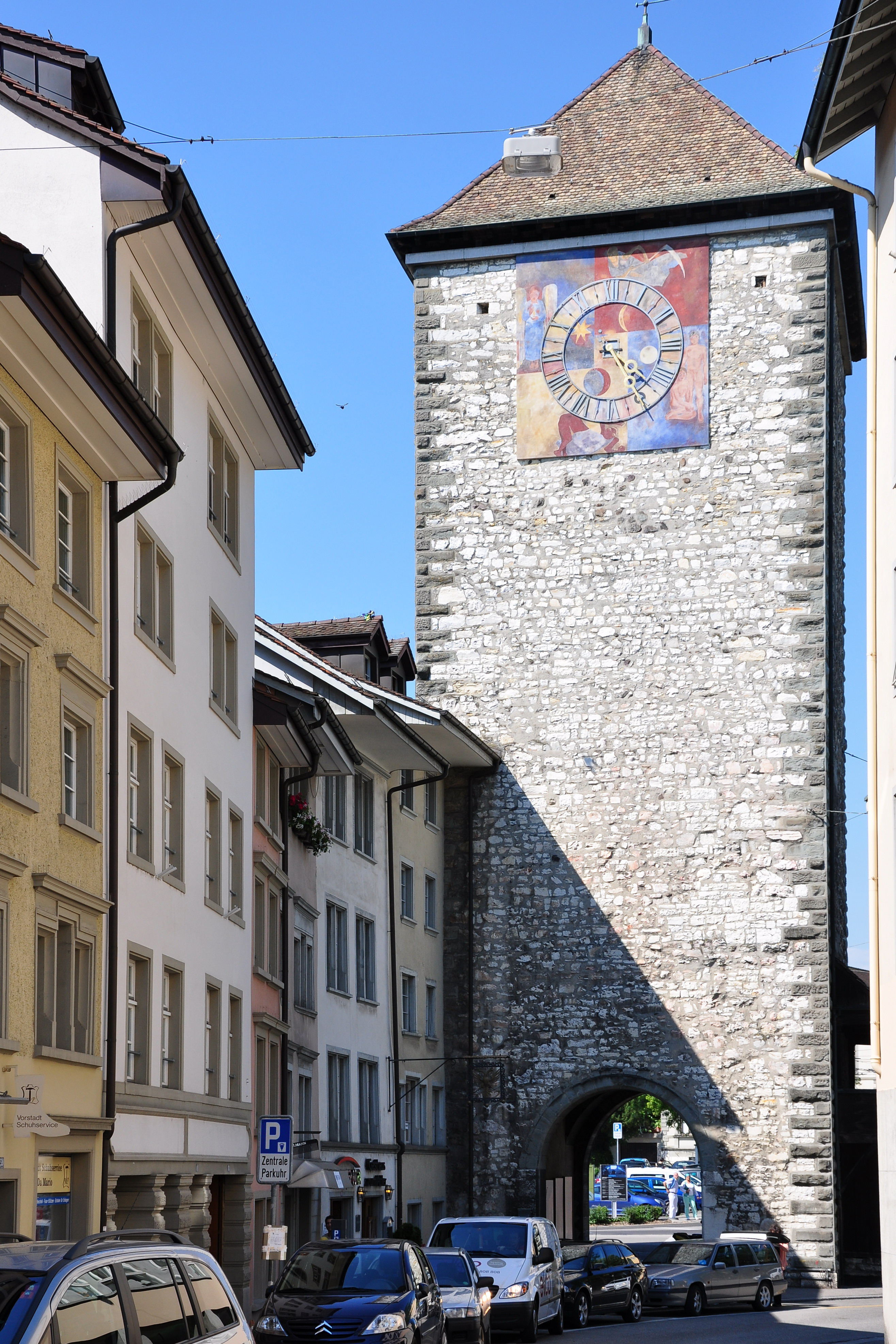
Schwabentor

Schwabentor – stara średniowieczna brama miejska w Szafuzie w Szwajcarii.

## Historia
Budowa Schwabentor datowana jest, dzięki dendrochronologicznym badaniom drewna użytego do jej wznoszenia, na rok 1302. Pierwsza wzmianka w dokumentach pojawiła się w 1361 roku. W 1932 roku brama została całkowicie spalona. Po pożarze Schwabentor architekt Wolfgang Müller zaprojektował w latach 1933–1935 nową bramę miejską. Szwajcarski malarz Carl Roesch namalował na bramie nowy fresk. Po zrealizowaniu projektu, miasto zadecydowało zrealizować projekt mający na celu odbudowanie wieży. Wykonawcą projektu był Richard Petraschke. Wieża otrzymała dach w zabytkowym stylu XV wieku.